# Rabocerus gabrieli
Rabocerus gabrieli is een keversoort uit de familie platsnuitkevers (Salpingidae). De wetenschappelijke naam van de soort werd in 1901 gepubliceerd door Gerhardt.